# この作品はフェードインフェードアウトで構成されています音があらわれては消えるそのくり返しただそれだけ
『この作品はフェードインフェードアウトで構成されています音があらわれては消えるそのくり返しただそれだけ』（このさくひんはフェードインフェードアウトでこうせいされていますおとがあらわれてはきえるそのくりかえしただそれだけ）は、NYANTORAの4枚目のアルバム。2009年12月1日、HEARTFASTより発売。

## 解説
SUPERCARのフロントマンで、当時「iLL」として活動していた中村弘二のソロプロジェクト・NYANTORAの通算4枚目のアルバム。
2006年の活動終了後から約4年ぶりのアルバムとなる。
通信販売限定の完全受注生産作品。
CDと当アルバムの制作過程を記録したDVDの2枚組、Tシャツのセット販売であった。

## 収録曲
1. Chapter1
2. Chapter2
3. Chapter3
4. Chapter4
5. Chapter5

全作曲・編曲：中村弘二